# Comédia da Restauração

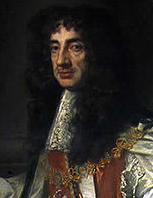
Carlos II era um amante das comédias da Restauração.

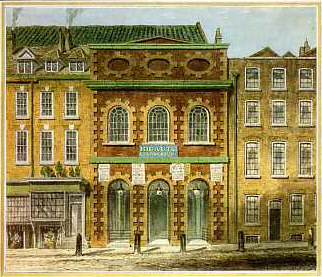
O Queen's Theatre de John Vanbrugh em Haymarket, Londres.

A Comédia da Restauração  (em inglês, Restoration comedy) é o nome que recebem as comédias inglesas escritas e interpretadas durante o período da Restauração desde 1660 até 1700. Após as representações públicas estarem proibidas durante 18 anos pelas autoridades puritanas, a reabertura dos teatros em 1660 significou o renascer do teatro inglês. A comédia da Restauração é famosa (ou destacada) por seu carácter sexual explícito, uma qualidade animada pelo rei Carlos II (1660–1685) pessoalmente e pelo carácter aristocrático e libertino de seu corte. O público, composto por classes sociais diversas, inclui tanto aristocratas como os seus criados e um importante segmento de classe média. Estes aficionados ao teatro gostavam de comédias escritas com tópicos de última hora, por tramas muito populares e apressados, pela introdução das primeiras actrizes profissionais, e pelo auge dos primeiros actores considerados como celebridades. Neste período conhece-se a primeira dramaturga feminina profissional em língua inglesa, Aphra Behn.